# Curaçao League 2023-2024
La Curaçao League 2023-2024, anche nota come Liga MCB per motivi di sponsorizzazione, è stata la novantasettesima edizione della massima serie del campionato di Curaçao di calcio. Il campionato è iniziato il 9 ottobre 2023 e si sarebbe dovuto concludere nell'aprile 2024. Tuttavia, a causa di un contrasto tra i club e la federazione, cinque squadre si sono ritirate dal campionato, che è stato interrotto dopo 15 giornate senza dichiarare un vincitore.
Il Jong Holland è la squadra campione in carica, avendo conquistato il suo quindicesimo titolo nazionale nella stagione 2022. 

## Stagione

### Novità
Dal campionato 2022 è retrocesso in Sekshon Amatur il Sithoc, ultimo classificato della stagione regolare. Al suo posto è stato promosso Atlétiko Saliña, primo classificato della Sekshon Amatur.
Il campionato segna inoltre il ritorno al calendario dall'autunno alla primavera, mentre le edizioni 2021 e 2022 erano state giocate su anno solare.

### Formula
Le 10 squadre partecipanti giocano un girone di andata e ritorno, per un totale di 18 giornate. Al termine della stagione regolare, le prime 6 classificate si qualificano per la Kaya 6, un girone con partite di andata e ritorno, per un totale di 10 ulteriori giornate. Le prime 4 classificate della Kaya 6 si qualificano a loro volta per la Kaya 4, un ulteriore girone con gare di sola andata, per un totale di altre 3 giornate. Le prime due classificate della Kaya 4 si sfidano infine in una Gran Final per il titolo di campione di Curaçao e la qualificazione alle competizioni CONCACAF.
L'ultima classificata della stagione regolare è retrocessa in Sekshon Amatur.

## Squadre partecipanti
| Club              | Città      | Stagione precedente                |
| ----------------- | ---------- | ---------------------------------- |
| Atlétiko Saliña   | Willemstad | Sekshon Amatur                     |
| Barber            | Barber     | 2° in Curaçao League - Kaya 6      |
| Centro Dominguito | Willemstad | 6° in Curaçao League - Kaya 6      |
| Jong Colombia     | Boca Sami  | 4° in Curaçao League - Grand Final |
| Jong Holland      | Mundo Nobo | Campione di Curaçao                |
| Scherpenheuvel    | Willemstad | 3° in Curaçao League - Kaya 4      |
| SUBT              | Kintjan    | 7° in Curaçao League               |
| UNDEBA            | Soto       | 9° in Curaçao League               |
| Victory Boys      | Zapateer   | 8° in Curaçao League               |
| Willemstad        | Willemstad | 5° in Curaçao League - Kaya 4      |

## Classifica

### Stagione regolare
|  | Pos. | Squadra           | Pt | G  | V | N | P  | GF | GS | DR  |
|  | ---- | ----------------- | -- | -- | - | - | -- | -- | -- | --- |
|  | 1.   | Jong Colombia     | 29 | 14 | 9 | 2 | 3  | 38 | 16 | +22 |
|  | 2.   | Scherpenheuvel    | 28 | 15 | 7 | 7 | 1  | 22 | 12 | +10 |
|  | 3.   | Centro Dominguito | 27 | 15 | 7 | 6 | 2  | 25 | 17 | +8  |
|  | 4.   | Willemstad        | 26 | 14 | 8 | 2 | 4  | 24 | 14 | +10 |
|  | 5.   | Jong Holland      | 23 | 14 | 7 | 2 | 5  | 33 | 16 | +17 |
|  | 6.   | Victory Boys      | 18 | 14 | 4 | 6 | 4  | 18 | 16 | +2  |
|  | 7.   | SUBT              | 16 | 14 | 5 | 1 | 8  | 20 | 29 | -9  |
|  | 8.   | UNDEBA            | 15 | 14 | 4 | 3 | 7  | 23 | 39 | -16 |
|  | 9.   | Atlétiko Saliña   | 8  | 14 | 2 | 2 | 10 | 17 | 37 | -20 |
|  | 10.  | Barber            | 7  | 14 | 2 | 1 | 11 | 15 | 39 | -24 |

Legenda:
      Ammessa alla Kaya 6.
 Retrocessione diretta.

### Kaya 6
|  | Pos. | Squadra | Pt | G | V | N | P | GF | GS | DR |
|  | ---- | ------- | -- | - | - | - | - | -- | -- | -- |
|  | 1.   |         | 0  | 0 | 0 | 0 | 0 | 0  | 0  | 0  |
|  | 2.   |         | 0  | 0 | 0 | 0 | 0 | 0  | 0  | 0  |
|  | 3.   |         | 0  | 0 | 0 | 0 | 0 | 0  | 0  | 0  |
|  | 4.   |         | 0  | 0 | 0 | 0 | 0 | 0  | 0  | 0  |
|  | 5.   |         | 0  | 0 | 0 | 0 | 0 | 0  | 0  | 0  |
|  | 6.   |         | 0  | 0 | 0 | 0 | 0 | 0  | 0  | 0  |

Legenda:
      Ammessa alla Kaya 4.

### Kaya 4
|  | Pos. | Squadra | Pt | G | V | N | P | GF | GS | DR |
|  | ---- | ------- | -- | - | - | - | - | -- | -- | -- |
|  | 1.   |         | 0  | 0 | 0 | 0 | 0 | 0  | 0  | 0  |
|  | 2.   |         | 0  | 0 | 0 | 0 | 0 | 0  | 0  | 0  |
|  | 3.   |         | 0  | 0 | 0 | 0 | 0 | 0  | 0  | 0  |
|  | 4.   |         | 0  | 0 | 0 | 0 | 0 | 0  | 0  | 0  |

Legenda:
      Ammessa alla Gran Final.